# Hymna Trinidadu a Tobaga
Hymna Trinidadu a Tobaga je píseň Forged from the Love of Liberty (česky Kovaný z lásky ke svobodě). Původně byla složena pro Západoindickou federaci (1958–1962) pod názvem A Song for Federation. Trinidad a Tobago byl členem federace, avšak v roce 1962 se spolu s Jamajkou osamostatnil. Stát pak vyhlásil výběrové řízení na státní hymnu, do něhož bylo přihlášeno 33 melodií, 834 textů a 306 melodií s texty. Jedním z předložených návrhů byla i upravená verze A Song for Federation, uvedená nově pod názvem Forged from the Love of Liberty. Dne 9. srpna 1962 vyhlásil premiér Eric Williams tento vítězný návrh a Patrick Castagne (1916–2000) za něj obdržel zlatou medaili s odměnou 5 tisíc dolarů ve vládních dluhopisech.

## Text hymny
Forged from the love of liberty
In the fires of hope and prayer
With boundless faith in our destiny
We solemnly declare:
Side by side we stand
Islands of the blue Caribbean sea,
This our native land
We pledge our lives to thee.
Here every creed and race finds an equal place,
And may God bless our nation
Here every creed and race find an equal place,
And may God bless our nation.